# Austràlia al Festival de la Cançó d'Eurovisió Júnior
Austràlia va ser un dels països que van debutar al Festival de la Cançó d'Eurovisió Júnior en 2015.
El 7 d'octubre de 2015, la UER va donar a conèixer la llista final de participants del Festival de la Cançó d'Eurovisió Júnior 2015, on es confirmava el debut d'Austràlia al festival. Aquesta va ser la seva primera participació.
La primera representant a participar de la nació al concurs de 2015 va ser Bella Paige amb la cançó "My Girls", que va acabar en vuitè lloc de disset inscripcions participants, aconseguint una puntuació de seixanta-quatre punts. Austràlia va continuar la seva participació al concurs de 2016, després d'haver seleccionat internament Alexa Curtis amb la seva cançó "We Are", que va acabar en cinquè lloc, amb 202 punts. Isabella Clarke el 2017 i Jael Wena el 2018 van ocupar el tercer lloc, els millors resultats d'Austràlia fins ara. Després d'acabar vuitè amb Jordan Anthony el 2019, Austràlia va anunciar la seva retirada del concurs del 2020 a causa de la pandèmia de la COVID-19. El país no ha tornat al concurs des d'aleshores.

## Història
El 7 d'octubre de 2015, l'emissora nacional australiana Special Broadcasting Service (SBS) va anunciar que faria el seu debut a Eurovisió Junior al concurs de 2015, a Sofia, Bulgària, després del seu èxit a la cançó d'Eurovisió. Concurs 2015. SBS va seleccionar internament a Bella Paige com a representant de debut, amb la cançó "My Girls". En el sorteig de l'ordre de funcionament que va tenir lloc el 15 de novembre de 2015, Austràlia va ser el sisè lloc el 21 de novembre de 2015, després dels Països Baixos i davant d'Irlanda, on va acabar en vuitena posició anotant 64 punts. Aquest és el pitjor resultat d'Austràlia en la història del seu concurs. Es va tornar a aconseguir al concurs de 2019 a Gliwice, Polònia.
L'emissora australiana SBS, va anunciar el 12 de setembre de 2016 que continuarien la seva participació al Festival de la Cançó d'Eurovisió Junior, i tornaria a seleccionar internament el seu participant per al Concurs de 2016, que va tenir lloc el 20 de novembre de 2016 a La Valletta, Malta. Alexa Curtis va ser anunciada el 29 de setembre de 2016 com la seva participant, i representaria Austràlia amb la cançó "We Are". Durant la cerimònia d'obertura i el sorteig de l'ordre de carrera que va tenir lloc el 14 de novembre de 2016, Austràlia va ser seleccionada per fer la catorzena posició el 20 de novembre de 2016, després d'Israel i davant dels Països Baixos, on va acabar en cinquè lloc aconseguint 202 punts., el seu millor resultat en aquell moment fins a la participació d'Isabella Clarke a l'edició de 2017 i Jael (Concurs de la Cançó d'Eurovisió Júnior 2018) ambdós ocupant el tercer lloc de la general.
El juliol de 2020, l'emissora australiana SBS va anunciar que no participaria en el concurs de 2020 a causa de la pandèmia de la COVID-19. El país no ha tornat al concurs des d'aleshores.

## Participacions
Llegenda
| Any                                   | Seu         | Artista         | Cançó          | Lloc | Punts |
| ------------------------------------- | ----------- | --------------- | -------------- | ---- | ----- |
| 2015                                  | Sofia       | Bella Paige     | «My Girls»     | 8    | 64    |
| 2016                                  | La Valletta | Alexa Curtis    | «We Are»       | 5    | 202   |
| 2017                                  | Tbilisi     | Isabella Clarke | «Speak Up!»    | 3    | 172   |
| 2018                                  | Minsk       | Jael Wena       | «Champion»     | 3    | 201   |
| 2019                                  | Gliwice     | Jordan Anthony  | «We Will Rise» | 8    | 121   |
| No hi va participar entre 2020 i 2025 |             |                 |                |      |       |